# Atis Kronvalds
Atis Kronvalds ou Kronvaldu Atis (15 avril 1837 - 17 février 1875) est un écrivain, linguiste et enseignant letton.

## Jeunesse
Kronvalds est le fils d'un tailleur mais il est élevé par des prêtres de Durbe. Après des études à Liepāja, il devient professeur particulier. En 1860, il démarre des études de médecine à l'Université de Berlin, mais il renonce après six mois pour des raisons financières. Il revient en Lettonie où il recommence à travailler comme professeur particulier à Durbe.

## Engagement dans le mouvement «Jeunes Lettons»
Après son retour en Lettonie, Kronvalds rejoint le mouvement nationaliste « Jeunes Lettons » et devient le défenseur passionné des droits des lettons, de la langue et de la culture lettonnes. En 1872, il écrit le manifeste des Jeunes Lettons : Nationale Bestrebungen. En 1865, il déménage à Tartu où il étudie la pédagogie à l'université. En 1868, il devient enseignant dans un centre de formation professorale. Il participe aux activités sociales de la société lettonne locale ; il renouvelle notamment la tradition des "soirées lettonnes" initiées par Krišjānis Valdemārs. Il écrit également des ouvrages de théorie éducative et plusieurs articles sur l'éducation et la linguistique. Kronvalds s'attelle à populariser les mots et expressions des dialectes, faire revivre les vieux mots. Il a également composé environ 200 nouveaux mots en langue lettonne desquels une centaine a été retenue et est venu enrichir le langage courant et littéraire. En 1873, Kronvalds emménage à Vecpiebalga où il travaille comme enseignant dans une école locale; il participe également, en faisant deux discours, au premier Festival national letton des chants et de danses. Kronvalds est l'un des fondateurs de Lettonia, la plus ancienne fraternité étudiante en Lettonie. Il est l'un des plus célèbres auteurs lettons.

## Œuvres
- Dzeja jeb poēzija (1869)
- Vecas valodas jauni vārdi (1869)
- Tēvuzemes mīlestība (1871)
- Valodas kopējiem (1872)
- Nationale Bestrebungen (1872)
- Tautiskie centieni (1887)
- Kopoti raksti 2 sēj. (1936—1937)
- Izlase Tagadnei (1987)
- Dzeja jeb poēzija (1869)
- Vecas valodas jauni vārdi (1869)
- Tēvuzemes mīlestība (1871)
- Valodas kopējiem (1872)
- Nationale Bestrebungen (1872)
- Tautiskie centieni (1887)
- Kopoti raksti 2 sēj. (1936—1937)
- Izlase Tagadnei (1987)